# 藤井茂太

藤井 茂太（ふじい しげた、万延元年 9月21日（1860年11月3日） - 昭和20年（1945年）1月14日）は、日本の陸軍軍人。最終階級は陸軍中将。

## 経歴
福本藩（交代寄合 池田松平家、6千石）公用人・藤井義柄の次男として生まれる。外国語学校、陸軍幼年学校を経て、明治13年（1880年）12月、陸軍士官学校（旧3期）を卒業して砲兵将校となった。野砲第2大隊付などを経て、明治18年（1885年）12月、陸軍大学校（1期）を卒業。
参謀本部第2局員、清国出張、陸大教官、ドイツ留学、兵站総監部付などを歴任し、第2軍参謀（後方主任）として日清戦争に出征。陸大教官、オーストリア公使館付、陸大教官兼教頭、陸大幹事を経て、明治35年（1902年）6月に陸軍少将に進級すると同時に陸大校長に補された。
明治37年（1904年）2月に日露戦争が勃発すると、同月に第1軍参謀長に補されて出征。第1軍司令官の黒木為楨大将を補佐した。司馬遼太郎の小説『坂の上の雲』において、藤井は優れた軍参謀長として描写されているが、実際の藤井は優柔不断であり、軍参謀長の職務である「軍参謀を統括し、作戦をまとめ上げる」能力に乏しかったと指摘されている。
日露戦争が明治38年（1905年）9月に終結すると内地に凱旋し、明治39年（1906年）2月に陸軍砲工学校長、明治42年（1909年）1月に東京湾要塞司令官を歴任。
明治42年（1909年）8月に陸軍中将に進級し、同年11月に野戦砲兵監に転じ、大正2年（1913年）8月に第12師団長に親補された。
折から帝国海軍高官による大規模な汚職が発覚し（シーメンス事件）、藤井の弟である藤井光五郎・海軍機関少将が大正3年（1914年）9月に軍法会議で懲役4年6か月の有罪判決を受け、失官・位記剥奪となった。
第12師団は、格付けの高い「一等師団」であり、藤井は第12師団長の後にポストをもう1つ務め、陸軍大将に親任されることが確実視されていた。しかし弟の犯した汚職への道義的責任を痛感した藤井は、弟が有罪判決を受けるのを待たずに大正3年（1914年）5月に自ら第12師団長を辞して待命となり（依願待命）、8月に予備役に編入されて現役を去った。
1945年（昭和20年）1月14日に死去。葬送に当たり勅使として侍従が派遣され、幣帛の下賜を受けた。

## 人物
日露戦争では第1軍に外国の観戦武官が多数配置され、参謀長の藤井が広報や苦情処理に苦心した結果、好評を博した。一方、藤井は苦境にあっても観戦武官を意識して平静を装わねばならず「外国人の常に身辺に在ることは、誠に迷惑千万であった」と後に感想を述べている。

## 年譜
- 明治8年6月 - 陸軍幼年学校入校
- 明治10年5月 - 陸軍士官学校入校
- 明治12年12月22日 - 陸軍砲兵少尉
- 明治13年12月 - 陸軍士官学校卒業
- 明治14年2月 - 野砲兵第2大隊附
- 明治17年2月 - 陸軍大学校入校
- 明治17年7月 - 陸軍砲兵中尉
- 明治18年12月24日 - 陸軍大学校卒業・参謀本部出仕
- 明治19年5月 - 参謀本部第2局員
- 明治20年4月 - 陸軍砲兵大尉
- 明治20年6月 - 清国出張（～明治20年10月）
- 明治22年12月 - 陸軍大学校教官
- 明治23年2月 - ドイツ留学
- 明治26年6月 - 帰朝・陸軍大学校教官
- 明治26年6月 - 陸軍砲兵少佐
- 明治27年6月 - 兵站総監部附
- 明治27年10月 - 第2軍参謀（後方主任）
- 明治28年4月 - 陸軍砲兵中佐
- 明治28年5月 - 陸軍大学校教官
- 明治30年9月10日 - オーストリア公使館附
- 明治30年10月11日 - 陸軍砲兵大佐
- 明治33年12月 - 帰朝
- 明治34年1月15日 - 陸軍大学校教官
- 明治34年3月13日 - 兼陸軍大学校教頭
- 明治34年10月2日 - 陸軍大学校幹事
- 明治35年5月5日 - 陸軍大学校長心得
- 明治35年6月21日 - 陸軍少将・陸軍大学校長（～明治39年2月6日）
- 明治37年2月5日 - 第1軍参謀長（～明治38年12月25日）
- 明治39年2月6日 - 陸軍砲工学校長
- 明治42年1月14日 - 東京湾要塞司令官
- 明治42年8月1日 - 陸軍中将
- 明治43年11月30日 - 野砲兵監（この頃従四位勲二等功二級）
- 大正2年8月22日 - 第12師団長
- 大正3年5月11日 - 依願待命
- 大正3年5月16日 - 勲一等瑞宝章
- 大正3年8月8日 - 予備役
- 大正12年4月 - 後備役
- 昭和20年1月14日 - 死去

## 栄典・授章・授賞
位階
- 1884年（明治17年）8月30日 - 従七位[7]
- 1889年（明治22年）7月15日 - 正七位[8]
- 1895年（明治28年）11月15日 - 正六位[9]
- 1897年（明治30年）10月30日 - 従五位[10]
- 1902年（明治35年）10月20日 - 正五位[11]
- 1907年（明治40年）11月11日 - 従四位[12]
- 1912年（大正元年）12月28日 - 正四位[13]
- 1914年（大正3年）9月1日 - 従三位[14]

勲章等
- 1895年（明治28年）
  - 9月20日 - 単光旭日章・功四級金鵄勲章[15]
  - 11月18日 - 明治二十七八年従軍記章[16]
- 1896年（明治29年）11月25日 - 勲五等瑞宝章[17]
- 1903年（明治36年）5月16日 - 勲四等瑞宝章[18]
- 1905年（明治38年）5月30日 - 勲三等瑞宝章[19]
- 1906年（明治39年）4月1日 - 功二級金鵄勲章、勲二等旭日重光章、明治三十七八年従軍記章[20]
- 1914年（大正3年）5月16日 - 勲一等瑞宝章[21]
- 1915年（大正4年）11月10日 - 大礼記念章[22]

外国勲章佩用允許
- 1906年（明治39年）7月13日 - スウェーデン王国：レペー勲章コマンドール[23]

## 親族
- 兄 藤井義信（陸軍少佐）
- 弟 藤井光五郎（海軍機関少将）

## 著書
- 『両戦役回顧談』偕行社、1936年。